# William B. Davidson
William Beatman Davidson est un acteur américain né le 16 juin 1888 à Dobbs Ferry, dans l'État de New York, et mort le 28 septembre 1947 à Santa Monica, en Californie.

## Filmographie partielle
- 1916 : The Child of Destiny de William Nigh
- 1918 : Le Tourbillon (The Whirlpool) de Alan Crosland
- 1918 : Trois maris pour une femme (In Pursuit of Polly) de Chester Withey
- 1919 : La Chasse aux maris (The Gold Cure) de John H. Collins
- 1920 : Les Compagnons de la nuit (Partners of the Night) de Paul Scardon
- 1921 : L'Ombre du passé (The Girl from Nowhere) de George Archainbaud
- 1923 : Adam and Eva de Robert G. Vignola
- 1924 : Un drame en mer (The Storm Daughter) de George Archainbaud
- 1925 : Le Hors-la-loi (Hearts and Spurs) de W. S. Van Dyke
- 1927 : Le Gaucho (The Gaucho) de F. Richard Jones
- 1927 : The Last Trail de Lewis Seiler
- 1927 : Si nos maris s'amusent (Cradle Snatchers) de Howard Hawks
- 1927 : A Gentleman of Paris de Harry d'Abbadie d'Arrast
- 1929 : Woman Trap, de William A. Wellman
- 1929 : Blaze o' Glory de George Crone et Renaud Hoffman
- 1929 : Always Faithfull
- 1930 : Les Anges de l'enfer ((Hell's Angels)  de Howard Hughes
- 1930 : Terre commune (Common Clay) de Victor Fleming
- 1930 : For the Defense de John Cromwell
- 1930 : Hook, Line and Sinker d'Edward F. Cline
- 1930 : Men Are Like That de Frank Tuttle
- 1931 : No Limit, de Frank Tuttle
- 1931 : Graft de Christy Cabanne
- 1931 : The Secret Call de Stuart Walker
- 1931 : The Vice Squad de John Cromwell
- 1931 : Windy Riley Goes Hollywood de Roscoe Arbuckle
- 1932 : Quatre de l'aviation (The Lost Squadron) de George Archainbaud
- 1932 : Sky Devils de A. Edward Sutherland
- 1933 : Moi et le Baron (Meet the Baron) de Walter Lang
- 1934 : Mariage secret (The Secret Bride) de William Dieterle
- 1934 : Fog Over Frisco de William Dieterle
- 1935 : Ville frontière (Bordertown) d'Archie Mayo
- 1934 : Le Cabochard (The St. Louis Kid) de Ray Enright
- 1934 : The Man Who Reclaimed His Head d'Edward Ludwig
- 1935 : L'Intruse (Dangerous) d'Alfred E. Green : Reed Walsh
- 1935 : Pas de pitié pour les kidnappeurs (Show Them No Mercy!) de George Marshall
- 1935 : Agent spécial (Special Agent), de William Keighley
- 1935 : L'Évadée (Woman Wanted) de George B. Seitz
- 1935 : Le Bousilleur (Devil Dogs of the Air) de Lloyd Bacon
- 1936 : L'Homme nu (Love on a Bet) de Leigh Jason
- 1936 : En parade (Gold Diggers of 1937) de Lloyd Bacon
- 1937 : Hollywood Hotel de Busby Berkeley
- 1937 : The Hurricane, de John Ford
- 1937 : La Vie facile (Easy Living) de Mitchell Leisen
- 1937 : Behind the Mike de Sidney Salkow
- 1937 : Hollywood Hollywood (Something to Sing About) de Victor Schertzinger
- 1938 : Menaces sur la ville (Racket Busters) de Lloyd Bacon
- 1939 : Lune de miel à Bali (Honeymoon in Bali) d'Edward H. Griffith
- 1939 : On Trial de Terry O. Morse
- 1939 : Le Vainqueur (Indianapolis Speedway) de Lloyd Bacon
- 1939 : Jeunesse triomphante (Dust Be My Destiny) de Lewis Seiler
- 1939 : En surveillance spéciale (Invisible Stripes de Lloyd Bacon
- 1940 : My Love Came Back, de Curtis Bernhardt
- 1940 : Three Cheers for the Irish de Lloyd Bacon
- 1940 : Florian d'Edwin L. Marin
- 1941 : L'Échappé de la chaise électrique (Man Made Monster), de George Waggner
- 1941 : Week-end à la Havane (Week-End in Havana) de Walter Lang
- 1941 : Deux Nigauds aviateurs (Keep 'Em Flying) d'Arthur Lubin
- 1942 : L'amour n'est pas en jeu (In This Our Life) de John Huston
- 1942 : L'Inspiratrice (The Great Man's Lady) de William A. Wellman
- 1942 : Si Adam avait su... (The Male Animal) d'Elliott Nugent
- 1942 : Le Nigaud magnifique (The Magnificent Dope) de Walter Lang
- 1942 : Larceny, Inc. de Lloyd Bacon
- 1943 : The Good Fellows de Jo Graham
- 1944 : Hommes du monde (In Society) de Jean Yarbrough
- 1945 : Le Prix du bonheur  (You Came Along) de John Farrow
- 1947 : Dick Tracy contre La Griffe (Dick Tracy's Dilemma) de John Rawlins